# Classe 214

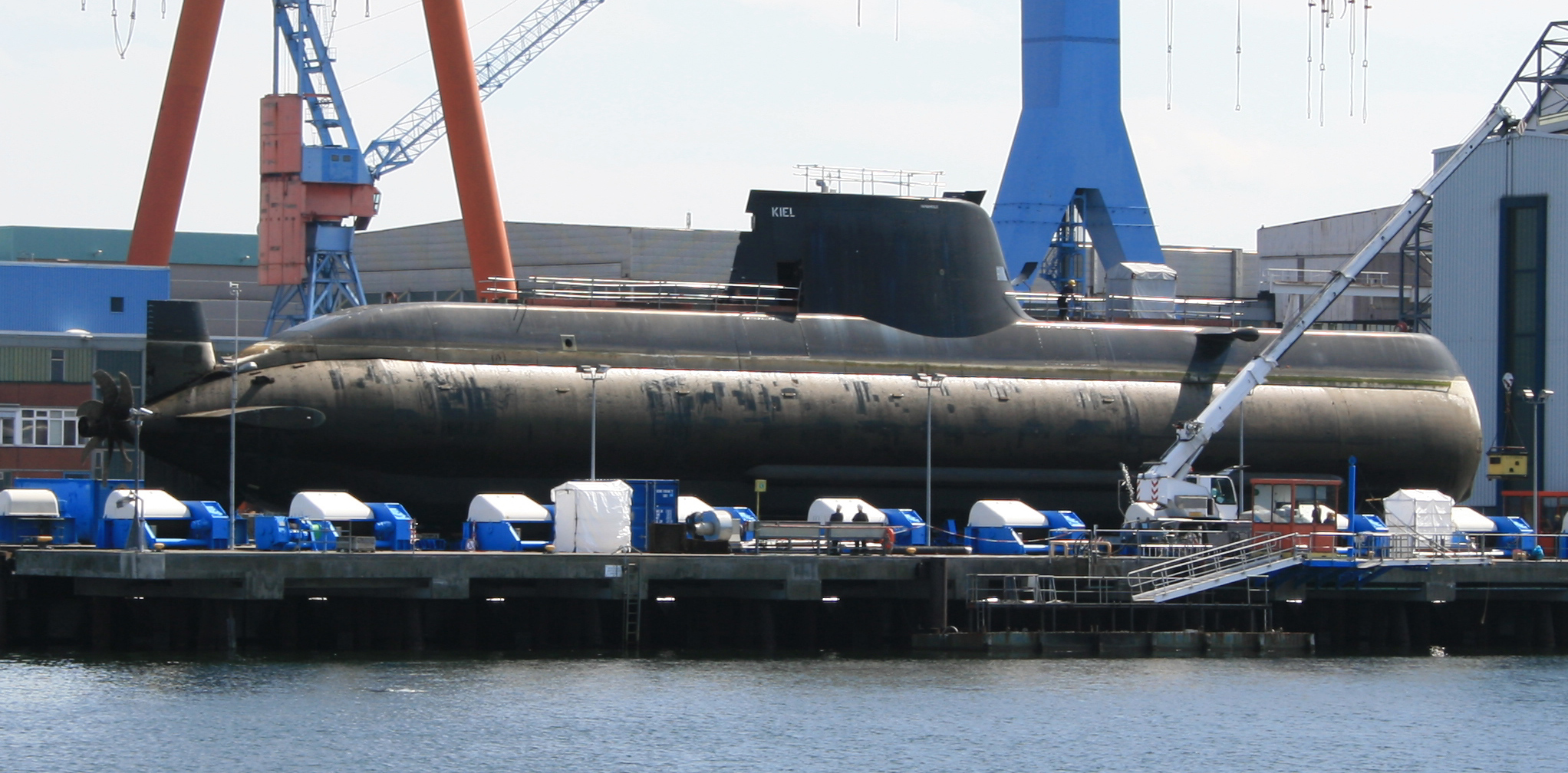
O S-120 em doca.

A Classe 214 é uma classe de submarinos diesel-elétricos desenvolvida pela  Howaldtswerke-Deutsche Werft GmbH (HDW). Possui propulsão diesel com um sistema de propulsão independente de ar (AIP), utilizando eletrólitos de membranas poliméricas (PEM) Siemens, de células combustível de hidrogênio. A Classe 214 é derivada da Classe 212, mas com uma variante de exportação que carece de algumas das tecnologias restritas de sua predecessora. Está em serviço desde 2007, em diversos países.

## Características Técnicas
- Comprimento total: 65 m
- Diâmetro do casco de pressão: cerca de 6,3 m
- Deslocamento: 1 700 ton
- Altura com torre: 13 m
- Tubos de torpedos: 8
- Tripulação: 27

## Operadores
- Grécia - Marinha da Grécia
- Coreia do Sul - Marinha da Coreia do Sul
- Turquia - Marinha da Turquia
- Portugal - Marinha de Portugal